# Municipio de Jackson (condado de Darke)
El municipio de Jackson (en inglés: Jackson Township) es un municipio ubicado en el condado de Darke en el estado estadounidense de Ohio. En el año 2010 tenía una población de 2876 habitantes y una densidad poblacional de 35,76 personas por km².

## Geografía
El municipio de Jackson se encuentra ubicado en las coordenadas 40°14′1″N 84°45′38″O / 40.23361, -84.76056. Según la Oficina del Censo de los Estados Unidos, el municipio tiene una superficie total de 80.42 km², de la cual 80,21 km² corresponden a tierra firme y (0,26 %) 0,21 km² es agua.

## Demografía
Según el censo de 2010, había 2876 personas residiendo en el municipio de Jackson. La densidad de población era de 35,76 hab./km². De los 2876 habitantes, el municipio de Jackson estaba compuesto por el 94,47 % blancos, el 0,52 % eran afroamericanos, el 0,21 % eran amerindios, el 0,21 % eran asiáticos, el 2,92 % eran de otras razas y el 1,67 % eran de una mezcla de razas. Del total de la población el 6,47 % eran hispanos o latinos de cualquier raza.